# Эссекская девчонка

Эссекс в Великобритании

Э́ссекская девчо́нка, девушка из Эссекса (англ. Essex girl) — британский уничижительный стереотип о простой английской девушке из рабочего квартала (из графства Эссекс), получивший популярность в 1980-х и 1990-х. Это глуповатая крашеная блондинка с распущенным сексуальным поведенем, которая любит проводить время в барах за кружкой пива. Отличительные черты: каблуки-шпильки днём, цветы на кофточке, цветы на подоле, глубокое декольте, громкий хохот. Выражение стало популярным в английском языке также благодаря сериалу «Единственная дорога  — через Эссекс» (2010) на канале ITV2. В 1990е было внесено в словари Оксфордского английского языка и Коллинз, до 2020 года. 
По описанию в журнале Time (2007), девушка из Эссекса — это женщина из восточных пригородов Лондона с эстуарным английским диалектом, которая носит белые шпильки, использует автозагар, обесцвечивает волосы, владеет базовым испанским (до слова «Ибица») и создает образ пикантной миловидности. Виктория Бекхэм (Posh Spice) и её подруга детства Лора Эфи – признанные королевы этого царства.
По исследованию доктора Терри Симпкин, преподавательницы кафедры лидерства и корпоративного образования в Anglia Ruskin University, термин «девушка из Эссекса» впервые был зафиксирован в 1892 году, но его современное значение относится к концу 1980-х годов, по причине послевоенной миграции из Лондона в новые города и другие места, когда Эссекс стал коридором между спальными городками и Лондоном. Вероятно, что термин связан с другим стереотипом – Essex man.
В октябре 2020 вышел роман Сары Перри "Девушки из Эссекса: за нечестивых и самоуверенных женщин во всем мире", обсуждающий стереотип и его историю в положительном ключе. Согласно аннотации издательства, в этой волнующей феминистской защите девушки из Эссекса Сара Перри пересматривает свои отношения со своим сильно оклеветанным родным округом.

## Борьба со стереотипом
В 2016 жительницы графства Эссекс Джульет Томас и Нейтш Сокинс начали кампанию в прессе, требуя исключить из новой редакции Оксфордского словаря английского языка и Словаря Коллинз идиоматическое выражение Essex Girl, утверждая, что оно не отражает действительности. Кампания получила освещение в прессе.
В декабре 2020 года, после кампании «Фронта освобождения девушек Эссекса» («Essex Girls Liberation Front»), Оксфордский словарь для продвинутых учащихся (Oxford Advanced Learner’s Dictionary), используемый для обучения английскому языку не-носителей, удалил термин «Essex Girl».

## Книги
- Sarah Perry. Essex Girls: For Profane and Opinionated Women Everywhere (англ.). — London: Serpent's Tail, 2020. — 96 p. — ISBN 978-1788167468.